# Txirinkotan
Txirinkotan (en rus: Чиринкотан; en japonès: 知林古丹島; Chirinkotan-tō) és una illa volcànica deshabitada de les illes Kurils, al mar d'Okhotsk, al nord-oest de l'oceà Pacífic.

## Geografia
Txirinkotan es troba a l'extrem d'una cadena volcànica que s'estén gairebé 50 km a l'oest de la part central de l'arc principal de les illes Kurils. L'illa, gairebé circular, té una superfície de 6 km² i és la part superior d'un estratovolcà parcialment submergit que s'eleva a uns 3.000 metres des del fons del mar d'Okhotsk. El punt més alt de l'illa s'eleva fins als 742 msnm, és un volcà actiu, amb erupcions registrades el 1760, 1884, 1900, 1979, 1986, 2004 i 2013.

## Història
L'illa no ha estat mai habitada. Reclamada per l'Imperi Rus l'illa va ser transferida a l'Imperi del Japó pel Tractat de Sant Petersburg (1875) juntament amb la resta de les illes Kurils. Després de la Segona Guerra Mundial l'illa va quedar sota el control de la Unió Soviètica, i ara està administrada com a part de l'oblast de Sakhalin de la Federació Russa.

## Fauna
A l'illa hi nia el gavotí emplomallat, el gavotí de bigotis i el gavotí cotorra.